# 胃不全麻痺
胃不全麻痺（いふぜんまひ、英: Gastroparesis）、または胃排出遅延（いはいしゅつちえん、英: delayed gastric emptying）は、胃から小腸への内容物の移動が遅くなる疾患である。症状には、吐き気、嘔吐、胸やけ、膨満感、満腹感などがあげられる。合併症には、脱水、栄養失調、体重減少、血糖値の調節不良、ベゾアールなどがあげられる。
原因は不明の場合もあれば、糖尿病、特定の薬剤、迷走神経の損傷、甲状腺機能低下、強皮症、胃腸炎、放射線療法などが原因の場合もある。原因に関係する可能性のある薬剤には、オピオイド、抗コリン薬、いくつかの抗うつ薬などがあげられる。根底にある作用機序は消化管の蠕動の低下か関与している。診断は、上部消化管内視鏡検査、胃排出スキャン、胃排出呼気検査、ワイヤレス運動カプセルによって確認される場合がある。
治療には、食事の変更、胃内用物の排出を促す薬、嘔吐を抑える薬、栄養チューブの挿入、手術などがあげられる。食事の変更には、少量の低脂肪食を頻繁にとることなどがあげられる。胃内容物の排出を促す薬剤には、メトクロプラミドまたはドンペリドンなどがある。手術には、胃瘻栄養法または胃への電気刺激などが用いられる場合がある。
胃不全麻痺は、男性の場合は約1万人に1人、女性の場合は1万人に4人が診断される。しかし、2％近くの人は症状があっても診断されない場合が多いと考えられている。胃内容物の流れを測定する技術が開発されたのは1900年代である。胃不全麻痺（gastroparesis）という用語が使われるようになったのは1958年からである。これは、古代ギリシャ語で「胃」を意味するγαστήρ（gaster）と「部分的な麻痺」を意味するπάρεσις（paresis）が語源である。